# 杨庆山 (1963年)
杨庆山（1963年8月—），男，汉族，河北临城人，中华人民共和国政治人物，曾任天津市教育委员会主任、党组书记，现任南开大学党委书记。